# هيزل هندرسون
هيزل هندرسون (بالإنجليزية: Hazel Henderson)‏ هي اقتصادية أمريكية، ولدت في 27 مارس 1933 في برستل في المملكة المتحدة.

## وصلات خارجية
- هيزل هندرسون على موقع ديسكوغز (الإنجليزية)